# Siraf
Siraf (سیراف, aussi appelée Bandar-e Sīraf, Tāhiri, Taheri, Bandar-i Tahiri, Tābiri) est une ville du sud de l'Iran, située dans la province de Bushehr sur les rives du Golfe Persique.

## Histoire
Le site dispose d'un important patrimoine archéologique hérité des Sassanides, et est à ce titre candidat au Patrimoine mondial de l'UNESCO. Des fouilles archéologiques ont révélé que la ville fut un centre commercial important dans le golfe Persique. Les premiers contacts attestés entre Siraf et la Chine remontent à l'année 185 et permirent de créer une activité commerciale qui atteint son apogée au IVe siècle avant que l'activité ne décline, les routes commerciales se déplaçant peu à peu vers la mer Rouge.
Le Voyage du marchand arabe Sulaymân en Inde et en Chine, rédigé en 851, part du port de Siraf.